# Mietlica alpejska
Mietlica alpejska (Agrostis alpina Scop.) – gatunek  rośliny należący do rodziny wiechlinowatych (traw). 

## Zasięg występowania
Występuje w górach Europy: w Alpach, Pirenejach, północnych Apeninach, Sudetach, Karpatach oraz w rozproszeniu w górach Półwyspu Bałkańskiego, a także w Afryce Północnej. W Polsce występuje wyłącznie w Tatrach. Znana jest tutaj z około 20 stanowisk: Błyszcz, Cubryna, Czarnostawiański Kocioł, Dolina Litworowa, Dolina Mułowa, Dolina Starorobociańska, Granaty, Jaferowy Żleb, Kasprowy Wierch, Kozia Dolinka, Krzesanica, Małołączniak, Mięguszowieckie Szczyty, Mnich, Niżnie Rysy, Rzędy Tomanowe, Skrajna Turnia, Starorobociańska Rówień, Tomanowe Stoły, Szpiglasowa Przełęcz, Wołowiec.

## Morfologia
ŁodygaŹdźbło o wysokości 10–30 cm. Pędy liściowe krótkie. Pod ziemią rozłogi.
LiścieNa źdźble 1-2 sztywne liście o długości 6–12 cm i  szerokości nie przekraczającej 1 mm. Blaszka liściowa szczeciniasta i na wpół złożona. Często szarozielone. Języczek liściowy o długości 3-4 mm, ostro zakończony.
KwiatyZebrane w  wiechę  o szorstkich, pokrytych krótkimi włoskami gałązkach. Dolne gałązki tej wiechy mają tylko 1-2 gałązki podstawowe, a czasami są w ogóle bez gałązek podstawowych. Kłoski o długości 4-5 mm, przeważnie ciemnofioletowe i wyrastające na szczytach gałązek. Dolna plewa lancetowata, o długości 4-5 mm.  Plewka górna beznerwowa i niepozorna. Plewka dolna z długą ością. Pylniki 3.

## Biologia i ekologia
Bylina, hemikryptofit. Kwitnie od czerwca do lipca. Tworzy mieszańce z mietlicą skalną (Agrostis rupestris). Rośnie w murawach, zarówno na podłożu wapiennym, jak i bezwapiennym, silnie kwaśnym. W Tatrach występuje głównie w piętrze halnym, rzadziej w piętrze kosodrzewiny i bardzo rzadko w reglu górnym. W klasyfikacji zbiorowisk roślinnych gatunek charakterystyczny dla Ass. Festuco-versicoloris-Agrostietum. Liczba chromosomów 2n = 14.

## Zagrożenia
Według klasyfikacji IUCN z 2001 jest gatunkiem narażonym na wyginięcie (kategoria VU). W Polsce gatunek umieszczony na czerwonej liście w kategorii VU (narażony). W polskich Tatrach rośnie wyłącznie na obszarze Tatrzańskiego Parku Narodowego, często na obszarach ochrony ścisłej. Działalność człowieka nie stanowi dla niej zagrożenia. Najliczniejsze jej stanowiska (na Skrajnej Turni od północnej strony i w Tomanowych Rzędach) znajdują się poza szlakami turystycznymi. Jedynym zagrożeniem jest naturalna sukcesja ekologiczna – zarastanie niektórych jej stanowisk przez kosodrzewinę.